# 奧東臨時乘降場

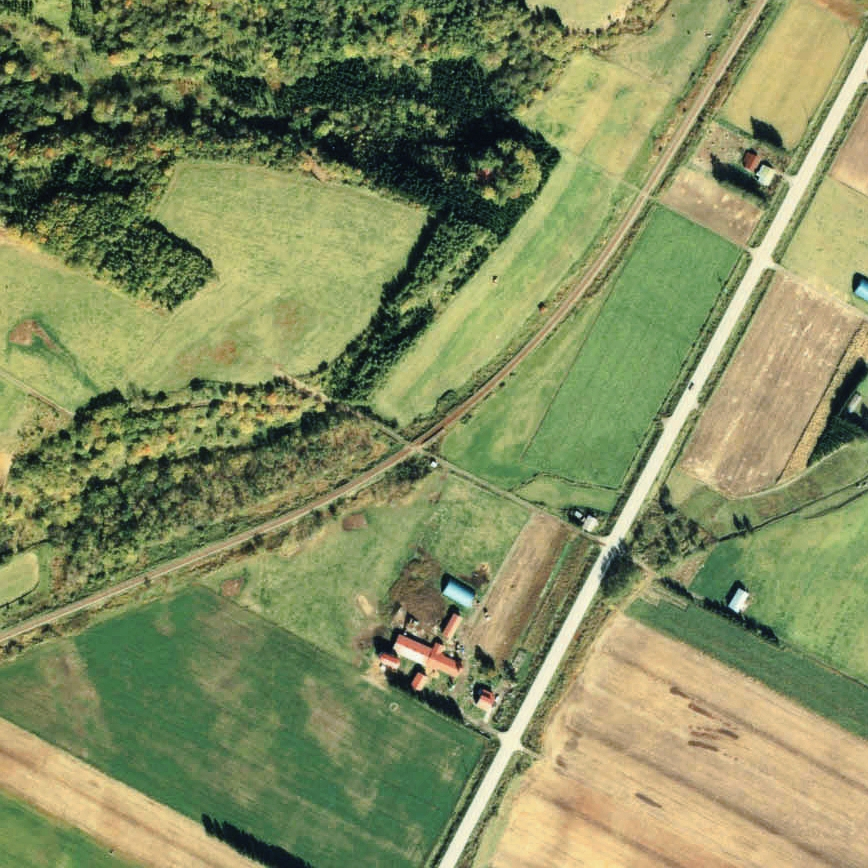
1978年的奧東臨時乘降場與方圓約500米範圍。左下方是北見瀧之上方向。乘降場與奧東村落中心有一小段距離，靠近北見瀧之上一方的平交道處設有候車室。

奧東臨時乘降場（日语：／ Okutō karijōkō-ba */?）是位於北海道紋別市上渚滑町奧東，日本國有鐵道（國鐵）的渚滑線臨時乘降場（廢站）。隨著渚滑線廢線，臨時乘降場在1985年（昭和60年）4月1日廢除。

## 車站構造
截至車站廢除前，車站是一座地面車站，設有1面1線的單式月台。此站是無人車站。

## 站名的由來
車站名稱取自附近的地名。

## 車站周邊
- 國道273号（渚滑國道）
- 渚滑川（日语：渚滑川）
- 立牛川（日语：立牛川）
- 北紋巴士（日语：北紋バス）「奧東」巴士站

## 歷史
- 1955年（昭和30年）12月25日 - 日本國有鐵道渚滑線奧東臨時乘降場（局（日语：鉄道管理局）設定）啟用。
- 1985年（昭和60年）4月1日 - 渚滑線全線廢除，此站也廢除[1]。

## 現況
車站遺址變成了農地。沒有任何鐵路的痕蹟。

## 相鄰車站
日本國有鐵道
渚滑線
上渚滑－奧東臨時乘降場－瀧之下

## 注腳
1. 1 2  “駅舎をカメラにおさめる鉄道マニアたち 渚滑線”. 北海道新聞 (北海道新聞社). (1985年3月29日)